# Aimee Mullins
Aimee Mullins (Allentown, Pensilvania; 1976) es una atleta, modelo, analista y actriz estadounidense, muy conocida por su desempeño atlético pese a tener ambas piernas amputadas.
Nació con un padecimiento llamado hemimelia peronea que afecta principalmente las pantorrillas y los pies, haciendo que crezcan hacia adentro. Dicho padecimiento le llevó a perder ambas piernas con tan solo un año de edad. En 1996, mientras estaba en la universidad, compitió dentro de la asociación nacional de atletas colegiados estableciendo varias marcas en los X juegos paralímpicos de Atlanta. Sus marcas personales son 15,77 segundos para los 100 metros, 34,60 segundos para los 200 metros y 3,5 metros en salto de longitud. 
Ha trabajado en el Pentágono como oradora motivacional. En 1999 desfiló en las pasarelas londinenses para el diseñador Alexander McQueen luciendo prótesis de madera de fresno. Puede cambiar su estatura desde 1.80 a 2.05 metros dependiendo de sus prótesis y ha sido catalogada como una de las 5 mujeres más bellas de la revista People. En 2002 apareció en Cremaster 3, un largometraje de Matthew Barney, vistiendo un traje de novia con botas de cristal. Un año más tarde apareció en una adaptación televisiva de la novela Cinco cerditos de Agatha Christie dentro de la serie Agatha Christie's Poirot.

## Películas y televisión
- 2002 - Cremaster 3
- 2003 - Agatha Christie's Poirot. Serie de televisión, episodio "Five Little Pigs" .... como Nancy Crate.
- 2006 - Marvelous
- 2006 - World Trade Center .... como una reportera.
- 2008 - Quid Pro Quo
- 2014 - Appropriate Behavior
- 2017  Stranger Things 2 .... como Terry Ives.